# A. J. 그리핀

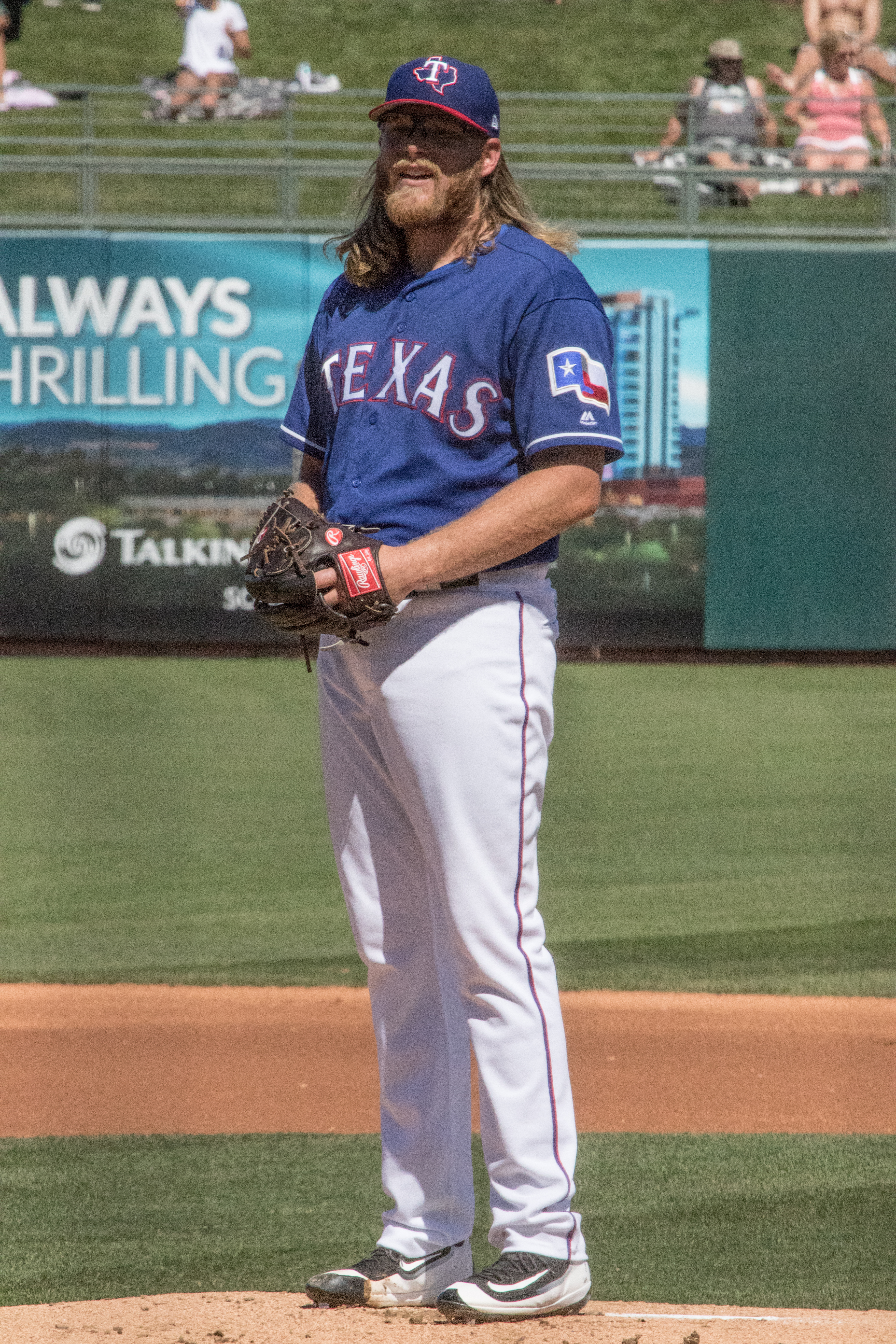

A. J. 그리핀(A. J. Griffin, 본명: 아서 조셉 그리핀, Arthur Joseph Griffin, 1988년 1월 28일 ~ )은 미국의 프로 야구 투수이자 FA이다. 이전에 오클랜드 애슬레틱스와 텍사스 레인저스에서 메이저 리그 베이스볼(MLB)에서 뛰었다.

## 어린 시절
그리핀은 그로스몬트 고등학교에 다녔다. 2006년 시즌 동안 자신의 리그에서 올해의 투수이자 선수로 선정되었다. 그로스몬트가 리그 우승을 차지했다. 2009년 34라운드에서 필라델피아 필리스에 지명됐으나 필리스와 계약하지 않았다. 샌디에고 대학교에 다녔으며 2007년부터 2010년까지 토레로스에서 대학 야구를 했다.